# Borotice (powiat Przybram)
Borotice – wieś i gmina w Czechach, w powiecie Przybram, w kraju środkowoczeskim. 1 stycznia 2014 liczyła 363 mieszkańców.